# Pedro Ernst Johann Schmiegelow
Pedro Ernst Johann Schmiegelow, bzw. Pedro  Schmiegelow, (* 17. Juli 1863 in Hamburg; †  11. August 1943 in Fulda) war ein deutscher Landschafts- und Bildmaler.

## Biografie

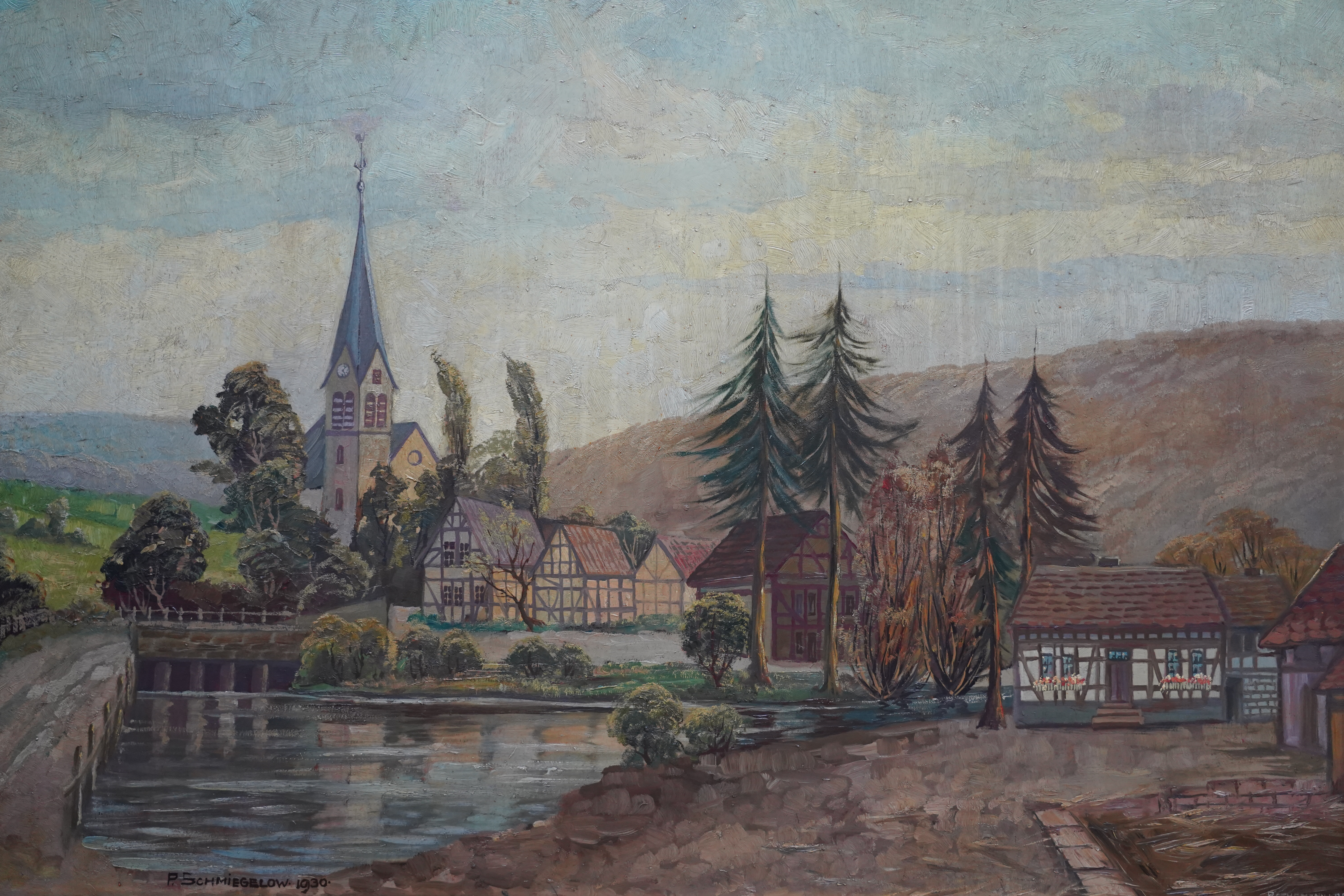
Rothemann: Döllbach und alte Kirche (1930)

Schmiegelow zog vermutlich um 1912 nach Bremen und wirkte hier als Zeichenlehrer und Kunstmaler. Er wohnte in der Neustadt in der damaligen Meterstraße Nr. 36 (heute das westliche Ende der Langemarckstraße) und später in der Schillerstraße. Er malte Landschaften mit u. a. ägyptischen Motiven, Stadtansichten und norddeutschen Landschaften. Bremer Ansichten von 1914/15 dienten als Vorlage von Ansichtskarten der Kunstanstalt Carbonnier & Rohr. Er zog später nach Fulda um und wurde als Rhönmaler bekannt.

Er gehörte zum Freundeskreis des Theologen Carl Paul und bemalte durch seine Vermittlung eine Kreuzigungsgruppen in Lorenzkirch sowie Aquarelle und Gemälde vom Ort.

In Bremen blieb ein großes Ölgemälde von 1915 vom Teerhof erhalten. Ausgestellt werden Bilder von ihm im Rhönmuseum in Fladungen.